# Rivoluzione di velluto
La rivoluzione di velluto (in ceco: sametová revoluce, in slovacco: nežná revolúcia) fu il processo politico che, tra il novembre e il dicembre 1989, condusse alla dissoluzione dello Stato comunista cecoslovacco.

## Generalità
Tutto cominciò il 16 novembre 1989 con una manifestazione pacifica a Bratislava organizzata alla vigilia della Giornata Internazionale degli Studenti da parte di studenti di scuole superiori e università slovacchi, che presentarono le proprie richieste per una riforma del sistema educativo.
Il giorno dopo, a Praga, la manifestazione per la Giornata Internazionale degli Studenti organizzata dall'Unione della Gioventù Socialista (l'ala giovanile del Partito Comunista) giunse a radunare 50000 persone. Questo gruppo raccoglieva molte persone privatamente contrarie al progetto comunista, ma che avevano fino ad allora avuto il timore di far sentire la propria voce per paura di ritorsioni. Questa manifestazione fu l'opportunità per questi studenti di unirsi ed esprimere la loro opinione. I manifestanti, che reggevano striscioni e cantavano cori anti-comunisti, vennero caricati violentemente dalla polizia.

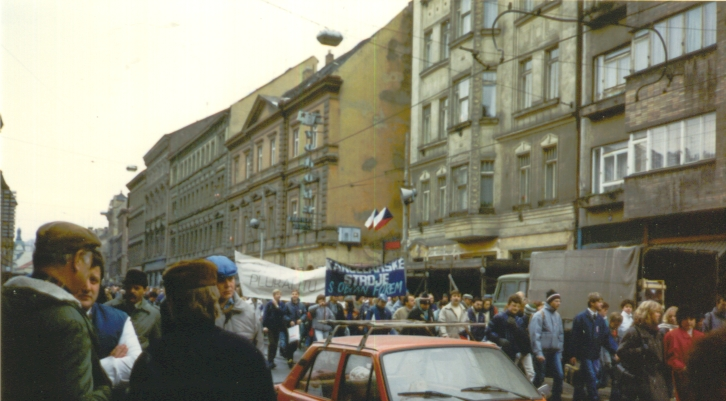
Corteo di protesta nel novembre 1989 a Praga.

Tale evento scatenò una serie di dimostrazioni popolari dal 19 novembre fino alla fine di dicembre, contro il regime del Partito Comunista della Cecoslovacchia, che controllava il paese dal 1946. Nuovi movimenti guidati da Václav Havel vennero alla superficie, invocando l'idea di una società più unita con una ristrutturazione dello stato. Entro il 20 novembre i dimostranti pacifici riuniti a Praga passarono da 200000 a quasi mezzo milione di persone. Il segretario del Partito Comunista della Cecoslovacchia, Miloš Jakeš, si sentì costretto a dimettersi.
Le manifestazioni portarono al crollo definitivo del partito e portarono il paese verso una repubblica parlamentare. Il 29 dicembre 1989 venne nominato Václav Havel come presidente della Cecoslovacchia.  Le prime elezioni democratiche si svolsero nel 1990.
Mentre tutti gli altri regimi "dell'Est europeo" stavano cadendo e la protesta saliva nelle strade, il Partito Comunista di Cecoslovacchia annunciò che avrebbe rinunciato al proprio monopolio sul potere politico. Il 5 dicembre fu rimosso il filo spinato al confine con la Germania Ovest e l'Austria.
Il 10 dicembre il presidente comunista Gustáv Husák nominò un governo in buona parte non comunista e si dimise. Lo slovacco Alexander Dubček fu eletto presidente della Camera mentre il ceco Václav Havel fu nominato presidente della Repubblica cecoslovacca. Nel giugno 1990 si tennero le prime elezioni democratiche dal 1946, che diedero alla Cecoslovacchia il primo governo non comunista dopo 44 anni.
Il termine rivoluzione di velluto è stato coniato da Rita Klímová traduttrice inglese dei dissidenti, che in seguito divenne l'ambasciatore del nuovo governo ceco negli Stati Uniti.
Il riferimento alla parola "velluto" è un allusivo omaggio ai Velvet Underground, complesso molto seguito negli anni della contestazione al regime sovietico ed esempio di emancipazione artistica.
Dopo la dissoluzione della Cecoslovacchia come nazione unitaria nel 1993, la Slovacchia utilizza per indicare questo evento il termine di rivoluzione gentile, mentre la Repubblica Ceca continua a fare riferimento alla manifestazione col nome di rivoluzione di velluto.

## Il contesto
Il governo del Partito Comunista in Cecoslovacchia era iniziato il 25 febbraio 1948.
Non essendo legale l'esistenza di partiti di opposizione, un gran numero di dissidenti si erano organizzati in un movimento, chiamato Charta 77: pubblicavano dei periodici fatti in casa dove, o a mano o con la macchina da scrivere, riproducevano dei testi censurati e illegali (tale fenomeno andava sotto il nome di samizdat). Spesso tali dissidenti hanno dovuto difendersi dalla persecuzione da parte della polizia.
Verso la fine degli anni '80, il malcontento popolare, gli standard di vita bassi e la crisi economica hanno portato i cittadini cecoslovacchi a sfidare il sistema di governo più apertamente.
Nel 1989, i cittadini, che fino a quel momento si erano tenuti a distanza da manifestazioni e scioperi, espressero apertamente il loro malcontento contro il regime.
Nell'estate del 1989 quelle stesse persone insieme a studenti e al resto della popolazione firmarono una petizione che chiedeva la fine della censura e una giusta riforma politica che ponesse fine al regime.
Il 9 novembre, cadeva il Muro di Berlino. I cittadini della Cecoslovacchia guardavano questi eventi tutti i giorni in TV.
L'Unione Sovietica, alla luce di tali eventi, decise di sostenere il cambiamento della classe dirigente della Cecoslovacchia, ma non si aspettava che questo avrebbe portato alla caduta dello Stato.

## Cronaca degli eventi

### Gennaio 1989
Intorno al 20º anniversario della morte dello studente Jan Palach, che si era dato fuoco il 16 gennaio 1969 per protesta contro la rassegnazione generale del popolo cecoslovacco all'invasione sovietica dell'agosto 1968, molte persone, tra cui il futuro presidente Václav Havel si radunarono in piazza San Venceslao per una serie di manifestazioni pacifiche in memoria dello studente, la cosiddetta "settimana di Palach".

### Giovedì 16 novembre
Alla vigilia della Giornata Internazionale degli Studenti, in Slovacchia le scuole superiori e gli studenti universitari organizzarono una manifestazione pacifica nel centro di Bratislava.
Il Partito Comunista della Slovacchia si aspettava dei disordini, dato il semplice fatto che la manifestazione fosse stata organizzata era visto come un problema dal Partito. Le forze armate vennero messe in allerta prima della manifestazione.
Alla fine, però, gli studenti manifestarono per le vie della città in pace e, infine, venne inviata una delegazione al Ministero slovacco della Pubblica Istruzione per discutere le loro richieste.

### Venerdì 17 novembre
Giorno della manifestazione della Giornata internazionale degli studenti. Intorno alle ore 16:00, circa 15000 persone avevano aderito alla manifestazione.
I partecipanti marciarono lungo le vie di Praga. Lungo il cammino i manifestanti appesero striscioni e intonarono canti anti-comunisti.
Alle 19:30 circa, i manifestanti vennero fermati da un cordone di poliziotti in tenuta antisommossa che bloccarono tutte le vie di fuga e caricarono sugli studenti.
Una volta che tutti i manifestanti furono dispersi, uno dei partecipanti (poi si scoprì essere un agente di polizia di nome Ludvik Zifčák) rimase sulla strada. Zifčák svenne a causa delle emozioni, come da lui stesso ammesso nel corso delle indagini svoltesi in seguito.
L'atmosfera divenne subito di paura e disperazione. Il corpo immobile dell'agente venne portato via dall'ambulanza scortata dalla polizia.
Si diffuse la falsa notizia di uno studente morto divulgata da una giovane donna di nome Drahomíra Dražská, che aveva partecipato alla manifestazione del 17 novembre, rimanendo leggermente ferita.
In quello stesso ospedale dove era stata portata Drahomíra Dražská venne portato anche l'agente di polizia svenuto durante la manifestazione. La Dražská, il giorno seguente, raccontò la sua storia a più persone, tra cui la moglie del giornalista dissidente Petr Uhl corrispondente della Radio Free Europe.
Il presunto ragazzo ucciso si chiamava Martin Šmíd, uno studente della facoltà di matematica e fisica dell'Università Carolina. La motivazione del gesto di Dražská non è mai stato chiarito; si pensa anche sia stata la polizia a indurre la ragazza a diffondere la notizia per creare disinformazione.
Il falso incidente mobilitò tutto il popolo e diede inizio alla rivoluzione. Quella sera stessa, studenti e attori di teatro si accordarono per uno sciopero generale.

### Sabato 18 novembre
Due studenti furono ricevuti dal primo ministro Ladislav Adamec nella sua residenza privata e cominciarono a parlare su cosa era successo in realtà in piazza il 17 novembre.
Su iniziativa degli studenti della "Accademia di Arti Sceniche" di Praga, venne indetto uno sciopero generale. A poco a poco, questo sciopero si diffuse a macchia d'olio in tutta la Cecoslovacchia.
Gli studenti erano sostenuti dagli attori del teatro di Praga, i quali erano anche loro andati in sciopero, invece di recitare, sul palco gli attori leggevano al pubblico un proclama da parte degli studenti, che avevano indetto un ulteriore sciopero generale per il 27 novembre. Furono appesi anche manifesti e proclami nei luoghi pubblici.
Tutti i media (come radio, TV e giornali) erano direttamente controllati dal Partito comunista, quindi, questo era l'unico modo per diffondere il messaggio.

### Domenica 19 novembre
I teatri di Bratislava, Brno, Ostrava e di altre città aderirono anche loro allo sciopero indetto, seguendo l'esempio dei loro colleghi di Praga.
I membri di associazioni artistiche e letterarie, nonché le organizzazioni e istituzioni, si unirono agli scioperi. Circa 500 tra artisti, scienziati e scrittori si incontrarono al Forum Art a Bratislava. Denunciarono l'attacco contro gli studenti a Praga del 17 novembre e costituirono il "Public Against Violence" (movimento pubblico contro la violenza), che sarebbe poi diventata la forza trainante dietro il movimento di opposizione politica in Slovacchia. I suoi soci fondatori furono Milan Kňažko e Ján Budaj.
Gli attori di un teatro di Praga, insieme a Václav Havel e agli altri membri di spicco della Charta 77 e di altre organizzazioni dissidenti, istituirono il Forum Civico (Občanské Fórum).
Il movimento chiese il licenziamento dei funzionari responsabili della violenza contro gli studenti durante le manifestazioni, un'indagine indipendente sull'incidente del presunto studente ucciso e la liberazione di tutti i prigionieri politici.
In televisione venne trasmessa un'intervista a Martin Šmíd (il presunto studente ucciso durante le manifestazioni) dove il ragazzo spiegava al pubblico che nessuno era stato ucciso quel giorno. Purtroppo la qualità della registrazione fu molto bassa, quindi l'intervista non fu molto chiara. L'idea della popolazione su quanto accaduto quel giorno rimase quella sbagliata.
Ci sarebbero voluti ancora diversi giorni per riuscire a confermare che nessuno era stato ucciso, ma ormai la rivoluzione aveva preso piede.

### Lunedì 20 novembre
I rappresentanti del Forum Civico ottennero un incontro non ufficiale con il primo ministro Ladislav Adamec, al quale però non partecipò Václav Havel.
Il primo ministro Adamec era favorevole alle richieste avanzate dagli studenti: tuttavia, venne messo in minoranza durante un consiglio speciale del governo riunitosi il giorno stesso.
Il governo, in un comunicato ufficiale, rifiutò di fare concessioni ai manifestanti. Il Forum civico non si rassegnò, e continuò a chiedere l'abolizione della "posizione dominante" del Partito comunista.
I giornali che non appoggiavano il regime cominciarono a pubblicare informazioni su quanto stava accadendo.

### Martedì 21 novembre
Ebbe luogo il primo incontro ufficiale del Forum Civico con il primo ministro. Il primo ministro garantì personalmente che nessuna violenza sarebbe stata usata contro il popolo.
Una manifestazione di massa organizzata dal Forum Civico si svolse in piazza San Venceslao nel centro di Praga.
Un'altra manifestazione si svolse in piazza Hviezdoslav nel centro di Bratislava. Gli studenti presentarono diverse richieste e chiesero alla popolazione di partecipare allo sciopero generale previsto per lunedì 27 novembre.
Ci fu una dimostrazione a parte per chiedere la liberazione del prigioniero politico Ján Čarnogurský (in seguito divenne primo ministro della Slovacchia) di fronte al Palazzo di Giustizia.
Alexander Dubček (ex-segretario del Partito Comunista) durante questa manifestazione tenne un discorso: fu la sua prima apparizione durante la rivoluzione di velluto, e come risultato Carnogursky fu pubblicato il 23 novembre.
In serata, Miloš Jakeš, presidente del Partito Comunista della Cecoslovacchia, tenne un discorso sulla televisione federale. Egli disse che l'ordine doveva essere conservato, che il socialismo era l'unica alternativa per la Cecoslovacchia e che i gruppi che criticavano il governo stavano alla base dello sviluppo in Cecoslovacchia.
I funzionari del governo, mantennero la loro linea dura che sembrava la più efficace. Durante la notte, convocarono 4000 membri della "Milizia del popolo" (in ceco Lidové Milice, in slovacco Ludove Milície, un'organizzazione paramilitare subordinata direttamente al partito comunista detta anche "il pugno armato della classe operaia") per schiacciare le proteste, ma vennero chiamati fuori all'ultimo momento.

### Mercoledì 22 novembre
Il forum civico annunciò due ore di sciopero generale per lunedì 27 novembre.
Le notizie in diretta della manifestazione di piazza San Venceslao a Praga furono mandate sulla televisione federale. I dipendenti della sezione slovacca della televisione federale chiesero che gli venissero fornite informazioni veritiere e non strumentalizzate o modificate dal partito su quanto stava succedendo nel paese, altrimenti avrebbe avviato uno sciopero.

### Giovedì 23 novembre
Il telegiornale della sera mostrò Miroslav Štěpán, segretario del Partito Comunista, che era popolarmente considerato il politico più odiato del Paese, durante un discorso in una riunione di operai e tecnici nella Lokomotiva-Sokolovol, dove venne duramente contestato e fischiato.
I militari e il Ministero della difesa si stavano preparando per le azioni contro l'opposizione: i militari informarono la leadership comunista della loro disponibilità ad agire ad un loro ordine.
Tuttavia, il ministro della difesa, mediante un comunicato in TV, disse che l'esercito non avrebbe mai intrapreso azioni contro il popolo cecoslovacco e chiese la fine delle manifestazioni.

### Venerdì 24 novembre
Il segretario generale Miloš Jakeš si dimise. Al suo posto venne nominato Karel Urbánek, un comunista molto più moderato.
La televisione federale mostrò le immagini dal 17 novembre in poi per la prima volta TV, in più venne trasmessa una discussione con i rappresentanti dell'opposizione.
L'opposizione era rappresentata da Ján Budaj, Fedor Gál e Vladimír Ondrus. I comunisti erano rappresentati da Štefan Chudoba (direttore della società di Bratislava Automotive), Peter Weiss (segretario dell'Istituto di Marxismo-leninismo del Partito Comunista di Slovacchia) e il direttore delle Acciaierie di Košice.
Fu la prima discussione libera in televisione trasmessa in Cecoslovacchia dagli inizi della rivolta.

### Sabato 25 novembre
La nuova leadership comunista tenne una conferenza stampa. E subito perse credibilità, mantenendo Miroslav Štěpán ed escludendone Ladislav Adamec, evitando di affrontare le richieste fatte dagli studenti.
Più tardi quello stesso giorno, Miroslav Štěpán rassegnò le dimissioni dalla carica di Segretario del partito.
Il numero dei partecipanti alle manifestazioni anti-governative a Praga-Letná raggiunse circa le 800000 persone. Le manifestazioni a Bratislava raggiunsero circa 100000 partecipanti.

### Domenica 26 novembre
Il primo ministro Ladislav Adamec si incontrò con Václav Havel per la prima volta.
La redazione di Slovacchia Pravda, il giornale centrale del Partito Comunista della Slovacchia, accettò di unirsi all'opposizione.
Un'altra manifestazione a Letná con più di 500000 manifestanti, dove Ladislav Adamec tenne un discorso ma non trovò l'appoggio dei manifestanti.
Il Forum Civico emise il suo programma politico con diversi punti, “Quello che vogliamo”:
1. La Cecoslovacchia deve diventare uno stato di diritto, adottare una nuova Costituzione, prevedere strumenti di ricorso delle rimostranze.
2. Pluralismo, parità di condizioni per tutti i gruppi politici e civili. Il Partito Comunista deve abbandonare il ruolo guida.
3. Integrazione della Cecoslovacchia nell'Unione Europea.
4. Parità di condizioni per tutti e una rete di servizi sociali.
5. Restaurare l'armonia tra l'uomo e il suo ambiente. Integrazione nella cultura mondiale.
6. Educazione democratica senza monopolio statale: l'istruzione è il bene nazionale più prezioso.

### Lunedì 27 novembre
Ci furono due ore di sciopero generale, guidato dai movimenti civici, i quali chiesero ancora una volta un nuovo governo più moderato.
Il Forum civico dimostrò la sua capacità di movimentare l'ordine politico e, quindi, si affermò come la voce legittima della nazione nei negoziati con lo Stato.
I movimenti civici riuscirono a mobilitare il sostegno per lo sciopero generale, perché le loro proposte avevano offerto un'opzione molto più valida per il popolo ceco e quello slovacco rispetto al regime comunista.

### Martedì 28 novembre
Proseguirono i negoziati con il governo, dove si chiedevano le dimissioni del governo federale, l'abolizione dei tre articoli della Costituzione riguardanti il ruolo di primo piano del Partito Comunista e le dimissioni del presidente.

### Mercoledì 29 novembre
Durante un'assemblea federale, fu abolito l'articolo costituzionale sul ruolo dirigente del Partito comunista.

### Giovedì 30 novembre
Il Ministero dell'Istruzione, della Gioventù e dello Sport decise, sulla base della modificazioni costituzionali, di abolire l'insegnamento nelle università del marxismo-leninismo e della storia del movimento operaio internazionale.
Ci fu la prima riunione parlamentare di inchiesta sui fatti del 17 novembre. I rappresentanti della commissione sottolinearono che a risultato dell'indagine, non bisognava concentrarsi solo sulle persone che hanno partecipato fisicamente alla manifestazione, ma anche sulle responsabilità politiche delle istituzioni.

### Domenica 3 dicembre
Venne nominato un nuovo governo federale sotto la guida di Ladislav Adamec, era composto da 20 membri, di cui 15 del Partito Comunista.

### Lunedì 4 dicembre
In piazza San Venceslao a Praga decine di migliaia di persone si riunirono per manifestare contro la composizione del nuovo governo.

### Domenica 10 dicembre
Il presidente Gustáv Husák giurò per il primo governo dopo 41 anni di dominio del Partito Comunista. Ma si dimise poco dopo.
Terminarono gli scioperi nei teatri.

### Lunedì 11 dicembre
Vennero nominati alla carica di presidente della repubblica Vaclav Havel e a quella di presidente del parlamento Alexander Dubček.

## Dopo la rivoluzione
La vittoria della rivoluzione fu completata con l'elezione a Presidente della Repubblica, il 29 dicembre 1989, del capo della rivoluzione: il drammaturgo ribelle e attivista dei diritti umani Václav Havel.
Le elezioni libere si tennero nel giugno 1990 e legittimarono questo governo, che dovette preparare il terreno ai cambiamenti necessari per affrontare l'eredità lasciata dal Partito Comunista.
Il nuovo governo dovette affrontare i problemi sociali, ambientali ed economici che si erano accumulati nei quarant'anni di stato Comunista.

## Il divorzio di velluto
Il parlamento cecoslovacco, il 25 novembre 1992, votò a favore della divisione in due della nazione, che ha dato origine a due Stati indipendenti: Repubblica Ceca e Slovacchia.
La divisione, ufficiale dal 1º gennaio 1993, venne realizzata mediante negoziati tra i due rappresentanti politici, l'allora Primo Ministro slovacco Vladimír Mečiar e il suo omologo ceco Václav Klaus, a Villa Tugendhat, a Brno. Non vennero coinvolti i due popoli con un referendum, cosa a lungo rimproverata loro dai critici.
Václav Klaus sostiene che quella adottata è stata la soluzione migliore.
Dopo la divisione, che internazionalmente è conosciuta come "Divorzio di Velluto", sia Klaus che Mečiar rafforzarono le loro singole posizioni sulle rispettive scene politiche.
La Slovacchia con Mečiar si avvicinò a qualcosa di simile a un regime autoritario con una politica isolazionista del Paese.
La situazione politica attuale della Repubblica Ceca è connotata da una certa stabilità. La guida del paese si è suddivisa in due principali partiti: il Partito Democratico Civile e il Partito Democratico Sociale, ma nessuno dei due ha un consenso tale da avere una maggioranza assoluta. Per questo motivo si è creato un governo di coalizione con Václav Klaus presidente del paese dal 2003.
La Repubblica Ceca riuscì a entrare nella NATO nel 1999 e nella Unione europea nel 2004.
La Slovacchia fu inserita per ultima nel gruppo dei paesi che poi entrò nell'Unione europea nel 2004, lo stesso anno in cui entrò anche nella NATO.

## Il Giorno della Lotta per la Libertà e la Democrazia
Oggi il 17 novembre, Giorno dell'inizio della Rivoluzione di Velluto, è una ricorrenza nazionale molto sentita sia dai Cechi che dagli Slovacchi; viene chiamata infatti Den boje za svobodu a demokracii che tradotto significa Giorno della Lotta per la Libertà e la Democrazia e ancora oggi rappresenta, e non solo in Repubblica Ceca e Slovacchia, un fondamentale contributo alla lotta per la conquista, appunto, della libertà e Democrazia

## Interpretazione
La lettura degli eventi del novembre 1989 non rende ancora chiaro fino a che punto i fattori esterni (come la caduta del Muro di Berlino) furono catalizzatori essenziali alla caduta del comunismo in Cecoslovacchia. Questo perché i fattori nazionali, tra cui la crisi economica, la politica e le azioni di gruppi e individui che lavoravano verso una trasformazione, destabilizzarono certamente il sistema vigente.
La reazione iniziale dello Stato volta a reprimere con la violenza le proteste studentesche ne provocò solamente un incremento.
Quasi nessuno pensava che lo stato di cose potesse mutare con tanta facilità e così rapidamente. Studenti e teatri in sciopero non sembravano essere capaci di intimidire uno Stato così forte, che sembrava sopraffare ogni avversario possibile grazie al suo controllo sull'esercito e la polizia.
Un'altra interpretazione vede la conclusione della fase "popolare" della rivoluzione con molte manifestazioni pubbliche e scioperi generali. Le vittorie che seguirono furono rese possibili da una mobilitazione generale, grazie al successo del Forum Civico.
Lo sciopero generale del 27 novembre 1989 stabilì che l'autorità del Forum parlasse a nome della nazione nei negoziati con lo Stato.
Una successiva “lettura” della rivoluzione vede che le manifestazioni di massa che seguirono il 17 novembre portarono alle dimissioni della leadership conservatrice del partito comunista di Miloš Jakeš, la rimozione del partito dal suo ruolo di guida del paese e la creazione del primo governo non comunista dopo 41 anni.